# Andrzej Maj (polityk)
Andrzej Maj (ur. 20 listopada 1869 w Babinie, zm. 11 sierpnia 1934 w Podolu) – polski polityk, działacz ZLN i wicemarszałek Sejmu Ustawodawczego (1919–1922).

## Życiorys
Był synem Bartłomieja i Jadwigi z Wojtaszków. Początkowo pracował w gospodarstwie rodziców w Babinie, gdzie był także tkaczem i cieślą, następnie kupił własne gospodarstwo w kolonii Podole, które prowadził do śmierci. Organizator i nauczyciel tajnego nauczania w Babinie, kolporter i prenumerator nielegalnej prasy i książek. Członek Ligi Narodowej, od 1904 PZL, uczestnik strajku szkolnego 1905, uczestnik akcji na rzecz wprowadzenia języka polskiego do urzędów gminnych, organizator PMS w Bełżycach; poddawany rewizjom i nadzorowi policyjnemu. Członek Rady Szkolnej Powiatowej w Lublinie. W czasie I wojny światowej w obozie tzw. aktywistów. W marcu 1917 roku został członkiem Komisji Wojskowej Tymczasowej Rady Stanu. Wszedł w skład komitetu obchodów 500. rocznicy uzyskania praw miejskich przez Bełżyce, które odbyły się 17 maja 1917 roku. Uczestnik akcji protestacyjnych przeciwko pokojowi brzeskiemu w 1918. Wieloletni wójt gminy Bełżyce i wiceprezes tamtejszego Towarzystwa Pożyczkowo-Oszczędnościowego, członek Sejmiku Powiatowego w Lublinie, działacz Centralnego Towarzystwa Rolniczego (1921–1929 wiceprezes). Od 1918 członek zarządu, od 1919 wiceprezes Centralnego Związku Kółek Rolniczych, od 1929 członek RG i Zarządu Centralnego TOKR, wieloletni członek władz lubelskiej Izby Rolniczej. Od 1918 ponownie członek PZL, od 1922 w PSL „P” (1923–1924 czł. RN), od 1931 w SL: członek RN (1931–1933), wiceprezes Zarządu Wojewódzkiego i członek Zarządu Powiatowego w Lublinie. Po śmierci pochowany na Cmentarzu w Matczynie.

## Działalność polityczna
Poseł na Sejm Ustawodawczy (1919–1922), mandat uzyskał z listy nr 4 w okręgu wyborczym nr 22 (Lublin), wicemarszałek Sejmu. W Sejmie Ustawodawczym w 1919 reprezentował ZSLN w Konwencie Seniorów. Jako jeden z 10 posłów na Sejm Ustawodawczy z województwa lubelskiego, był członkiem Wojewódzkiego Komitetu Obrony Narodowej w Lublinie w 1920 roku. Był członkiem klubu Narodowego Zjednoczenia Ludowego. Trzykrotnie kandydował bez powodzenia do Senatu: w 1922 z listy państwowej nr 12 (NZL „Polskie Centrum”), w 1928 z listy państwowej nr 25 (Polski Blok Katol. PSL „P” i ChD), a w 1930 z listy państwowej nr 7 (Centrolew).

## Rodzina
Żonaty z Małgorzatą z domu Bednarczyk. Mieli dziewięcioro dzieci. Pięciu synów: Stanisława, Konstantego, Bartłomieja, Zygmunta i Kazimierza oraz cztery córki: Cecylię, Jadwigę, Annę, Helenę.

## Ordery i odznaczenia
- Krzyż Oficerski Orderu Odrodzenia Polski (27 listopada 1929)[5]
- Złoty Krzyż Zasługi (8 lipca 1929)[6]
- Medal Niepodległości (16 marca 1937)[7]